# Viaduto de Xabregas

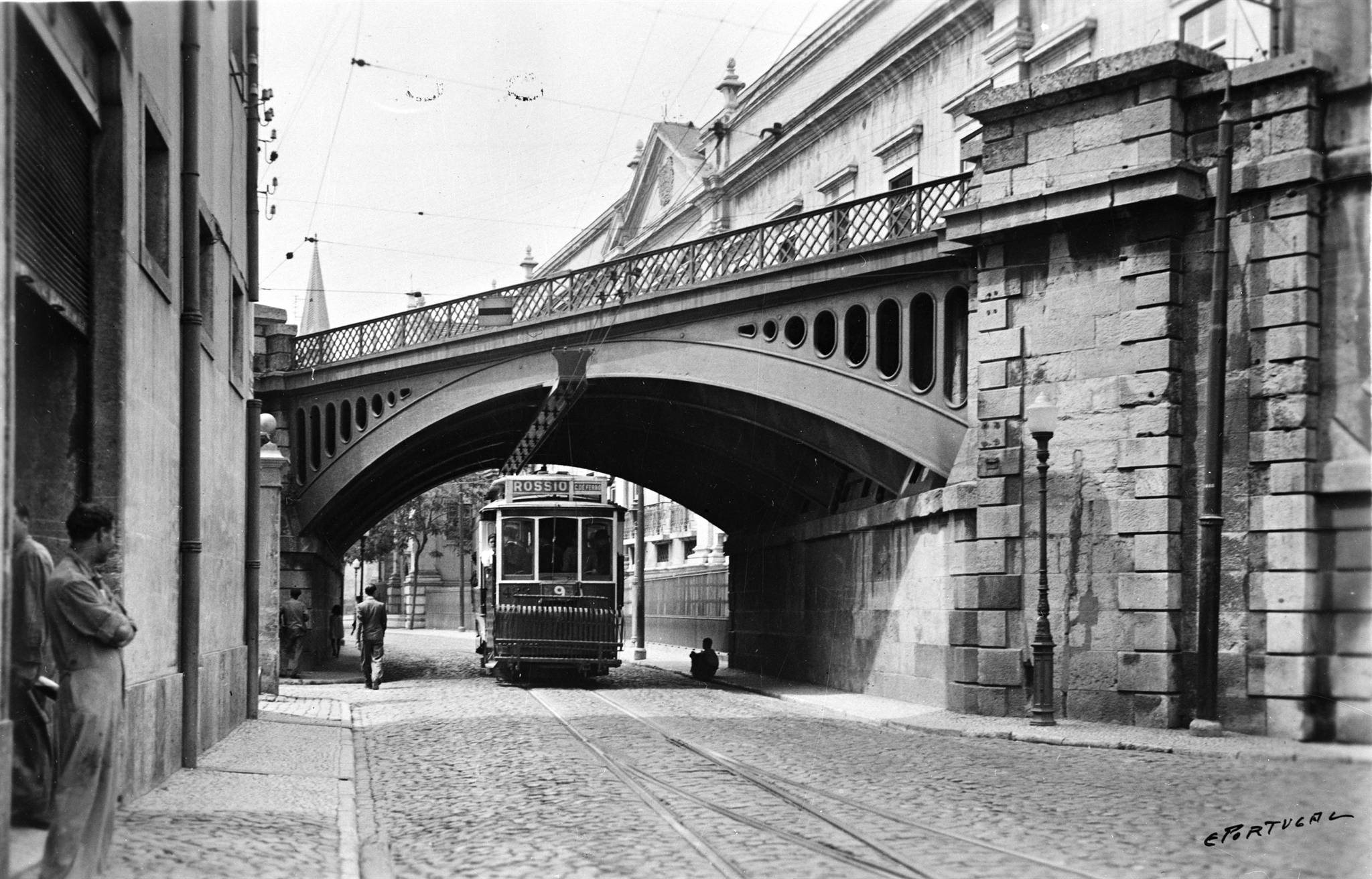
Xabregas-Viadukt im Jahr 1938

Das Viaduto de Xabregas ist ein Eisenbahnviadukt im Stadtteil Xabregas der portugiesischen Hauptstadt Lissabon. Es führt die Gleise der Linha do Norte über den Largo do Marquês de Nisa.

## Geschichte
Das Viadukt wurde 1854 durch John Sutherland und Valentine C. L. projektiert: Sie errichteten auf einer Länge von 36 Metern Steinbögen, auf denen die Bahngleise zu liegen kamen. 1954 wurde das Viadukt um eine Konstruktion aus Metallträgern von 15,6 Metern Länge ergänzt.